# Apeadero C. A. El Pato
Centro Agrícola El Pato, también llamada simplemente como El Pato es un apeadero ferroviario actualmente en estado regular, ubicada en la localidad de El Pato, partido de Berazategui, el edificio de boletería de la estácion aún se mantiene. Está ubicada en la provincia de Buenos Aires, Argentina. Se encuentra próxima a la Autovía 2 en el límite entre los partidos de Berazategui y Florencio Varela.

## Servicios
Pertenecía al Ferrocarril Provincial de Buenos Aires como parada intermedia en el ramal entre Avellaneda y La Plata. No opera trenes de pasajeros desde 1977.
Aunque el ferrocarril no se encuentre circulando, el espacio es mantenido por la ONG "Amigos del Ferrocarril Provincial" donde desempeñan distintas tareas de mantenimiento del ramal y de la estructura existente en el predio ferroviario. Sus tareas consisten en reposición de vías, pintura en nomencladores y estructuras, circulación de zorras y despeje de rieles para mantener todo óptimo para una futura reactivación del ramal en caso de que se provean proyectos de recuperación.